# La Provence (du blühendes Land)
La Provence (du blühendes Land) ist ein Lied der griechischen Sängerin Nana Mouskouri aus dem Jahr 1980.

## Entstehung und Veröffentlichung
Geschrieben wurde das Lied von Jörg von Schenckendorff und Ralph Siegel, wobei Schenckendorff für die Komposition und Siegel für den Text verantwortlich waren. Die Produktion erfolgte durch André Chapelle.
Die Single erschien 1980, mit der B-Seite Des einen Freud ist des anderen Leid, durch das Musiklabel Philips. Im Jahr seiner Veröffentlichung erschien das Lied auch als Teil von Mouskouris Studioalbum Wenn ich träum’ …

## Charts und Chartplatzierungen
La Provence (du blühendes Land) stieg erstmals am 18. Mai 1981 auf Rang 37 der deutschen Singlecharts ein und erreichte seine beste Chartnotierung mit Rang 17 am 24. August 1981. Die Single platzierte sich insgesamt 25 Wochen in den Charts, letztmals am 2. November 1981. Am Ende des Jahres belegte La Provence (du blühendes Land) Rang 36 der Single-Jahrescharts. Das Lied avancierte zum 15. Charthit Mouskouris in Deutschland. In der Schweiz wurde La Provence (du blühendes Land) zum einzigen Charthit von Mouskouri. Die Single stieg am 2. August 1981 auf Rang 13 ein und erreichte zwei Wochen später mit Rang acht ihre beste Platzierung. Das Lied platzierte sich insgesamt fünf Wochen in den Charts, drei davon in den Top 10.
| ChartsChartplatzierungen | Höchstplatzierung | Wochen |
| ------------------------ | ----------------- | ------ |
| Deutschland (GfK)        | 17 (25 Wo.)       | 25     |
| Schweiz (IFPI)           | 8 (5 Wo.)         | 5      |

| ChartsJahrescharts (1981) | Platzierung |
| ------------------------- | ----------- |
| Deutschland (GfK)         | 36          |

## Coverversionen (Auswahl)
- 1983: Peggy March[1]